# سومان
سومان هو ممثل هندي، ولد في 28 أغسطس 1959 بمانغلور في الهند. من الجوائز التي نالها جائزة فيلم فير جنوب وجوائز ناندي ‏.

## أعمال

### أفلام
- (2015) جبار إيز باك

## جوائز
- جائزة فيلم فير جنوب
- جوائز ناندي [الإنجليزية]‏

## وصلات خارجية
- سومان على موقع IMDb (الإنجليزية)
- سومان على موقع قاعدة بيانات الفيلم (الإنجليزية)